# Carl Barcklind

Carl Barcklind, né à Sala (Suède) le 1er juin 1873, et décédé à Stockholm (Suède) le 21 août 1945, est un acteur suédois.

## Filmographie partielle
- 1913 : Ingeborg Holm de Victor Sjöström
- 1916 : Calle som miljonär de Georg af Klercker
- 1930 : Norrlänningar de Theodor Berthels
- 1931 : Längtan till havet de John W. Brunius et Alexander Korda
- 1932 : Svarta rosor de Gustaf Molander
- 1932 : Vi som går köksvägen de Gustaf Molander
- 1933 : Chère Famille (Kära släkten) de Gustaf Molander
- 1935 : Flickor på fabrik de Sölve Cederstrand
- 1939 : Hennes lilla majestät de Schamyl Bauman
- 1940 : Un crime (Ett brott) d'Anders Henrikson
- 1941 : Lasse-Maja de Gunnar Olsson
- 1944 : Prins Gustaf de Schamyl Bauman
- 1944 : En dag skall gry (en) de Hasse Ekman
- 1945 : Lidelse (sv) de Gösta Cederlund